# Полки иноземного строя
«Полки́ инозе́много стро́я» («полки но́вого строя») — воинские части (полки), формировавшиеся в России XVII века из служилых, «охочих» вольных людей, иностранцев, казаков и других наёмников, позже и из даточных людей по образцу (организации, обучению) западноевропейских армий.
В ходе петровских реформ эти полки были использованы при формировании регулярной русской армии.

## Первая организация
В начале XVII века, для борьбы с Лжедмитрием II и польской-литовской интервенцией, правительство Василия Шуйского прибегло к помощи Швеции. В обмен на уступку города Корелы с уездом шведы предоставили небольшое наёмное войско из шведских и финских солдат, а также набрали наёмников по всей Европе (их составило 3/4 от всего контингента). Содержание этой армии потребовало огромных расходов, наёмники проявили склонность к бунтам и измене за любую задержку выплаты, а наёмная кавалерия западноевропейского образца уступала польско-литовской коннице. В частности, в Тверском сражении 11 (21) июля 1609 года французская и немецкая конница не выдержала атаки польско-литовских гусар и обратилась в паническое бегство, понеся тяжёлые потери. Но немецкая и шведская пехота, находящаяся в центре, выдержала и стойко отразила польскую атаку.
После распада наёмного войска под Тверью М. В. Скопин-Шуйский был вынужден заново формировать армию, в которую стекалось «множество необученных людей из Ярославля, Костромы и Поморья». Готовясь в Калязине к походу на Москву, он предпринял обучение своего войска по нидерландскому образцу, которого придерживались и шведы. Руководил муштрой швед Христиер Сомме, который остался на царской службе со своим отрядом, заключив особое соглашение. Ополченцы обучались упражнениям в правильном строю, что было ключевым в использовании линейной тактики, а также владению оружием, строительству и штурму укреплений. Тактика западноевропейской пехоты того времени для борьбы с кавалерией предполагала использование плотных формирований пикинёров, прикрывавших мушкетёров. Полевые укрепления, игравшие важную роль в нидерландской военной школе, широко использовались и в традиционном русском военном деле. Историк О. А. Курбатов отмечает, что сведений о применении «немецкой» тактики (особенно успешном) непосредственно в боевых действиях крайне мало, в отличие от практики использования «острожков». Медленное, но неуклонное выдвижение вперёд с опорой на эти укрепления приводило к постепенному перехвату коммуникаций противника и вынуждало его либо отступать, либо пытаться штурмовать «острожки», что было крайне трудной задачей. Эффективность этой тактики признавалась и противником. При этом длинные пехотные пики были лишь одним из возможных средств борьбы с конницей, а само по себе их наличие не гарантировало успеха. Так, 20 марта 1611 года Передовой полк Первого ополчения был разбит под Москвой конницей полковника Струся, побросав на поле боя сотни «копий пехотных немецкого образца».
В условиях тяжёлого положения в стране необходимые на организацию войска деньги собирали с городов, помогали также купцы и посадские люди, большую помощь оказали монастыри. Новое войско было собрано в августе 1609 года и приняло участие в победоносном походе Скопина-Шуйского на Москву, окончившемся ликвидацией Тушинского лагеря и бегством Лжедмитрия II. После неожиданной смерти Скопина-Шуйского в 1610 году и разгрома в битве при Клушине войско распалось, но память о его успехах сохранилась. Так, ярославцы, готовясь к походу Первого ополчения, писали в апреле 1611 года, что изготовили: «пешим на долгие торчи… две тысячи копей железных, а иные делают, потому что преж сего в полкех от того конным была защита».

## Вторая организация
В ходе подготовки к русско-польской войне 1632—1634 годов были предприняты меры по усилению армии. Помощь России в этом оказала Швеция, находившаяся в состоянии войны с Речью Посполитой. Важную роль в создании армии нового типа сыграл Александр Лесли-младший. Ему удалось набрать на царскую службу около 4500 наёмников, которыми укомплектовали четыре «немецких» полка, а также заполнили часть командных должностей в русских солдатских полках. Помимо этого он готовил проекты по формированию армии, проводил закупки и в ходе войны командовал двумя пехотными полками.
Формирование первых двух солдатских полков в Москве было начато с апреля 1630 года. Первоначально они комплектовались за счёт беспоместных детей боярских, однако те не проявляли интереса к непрестижной пехотной службе — к сентябрю их записалось лишь около 60 человек. Поэтому в полки начали принимать и других служивых людей, а затем и вообще всяких «вольных охочих людей», в результате чего к декабрю 1631 года численность полков составила уже 3 323 человека. С осени 1632 года, после начала боевых действий, воеводам уже прямо предписывалось вербовать «вольных людей» в солдатские полки. Эти меры позволили до начала войны полностью укомплектовать четыре русских солдатских полка, ещё два полка формировались с весны 1632 года и были окончательно подготовлены уже после начала войны. В конце 1633 года был проведён набор «даточных людей», за счёт чего было укомплектовано ещё два солдатских полка.
Организация всех полков была схожей — они делились на 8 рот. Первые три роты возглавляли полковник, подполковник и майор, 5 остальных — капитаны; в роте было около 200 рядовых военнослужащих (120—137 мушкетёров и 63-80 пикинёров) и около 20 «начальных людей». Высшими чинами считались все офицеры от прапорщика и выше, а также «полковой штаб». Помимо командования роты (капитан, поручик и прапорщик), в роте состояли начальные люди «меньшего чина» (от сержанта и ниже). Так, в полку Франца Пецнера (после его смерти полком командовал фон Дамм) в штате роты, помимо рядового состава (120 мушкетёров и 80 пикинёров), значились также 3 «пятидесятника» (сержанта), «ротный окольничий» (квартирмейстер), «дозорщик над оружием» (каптенармус), 6 капралов, лекарь, подьячий, 2 толмача, 3 барабанщика.
В середине 1632 года началось формирование рейтарского полка из дворян и детей боярских, которые охотно записывались на более престижную и хорошо оплачиваемую рейтарскую службу. К декабрю численность рядовых рейтаров составила 1 721 человек, что было близко к штатной, однако полк не был немедленно задействован в бою, а продолжал обучение. В составе полка была организована вспомогательная драгунская рота; под драгунами тогда понимали «ездящую пехоту», чей задачей было действовать в пешем строю. В итоге общая численность полка достигла 2 400 человек, а количество рот возросло до 14. В июле 1633 году полк был отправлен под Смоленск, успев присоединиться к войску Шеина непосредственно перед появлением армии короля Владислава IV. Рейтарский полк под командованием Шарля Д’Эберта хорошо показал себя в боях, особенно по сравнению с традиционной конницей, которая после года безуспешной осады отличалась низким боевым духом и массовым дезертирством.
В мае 1633 года было начато формирование отдельного драгунского полка. Первоначально он состоял из 10 рот; уже после выдвижения в Можайск в полку была дополнительно сформирована солдатская «шквадрона» из четырёх рот. Полк не успел принять участия в боевых действиях под Смоленском, как и сводная «шквадрона» Христофора Рыльского, в которую также входила рота драгун.
Таким образом, в ходе русско-польской войны 1632—1634 годов из «немцев» и русских было сформировано 10 полков нового строя, численностью до 17 000 человек. Они проявили себя достаточно хорошо, на равных сражаясь против численно превосходящей польской армии, однако общий ход боевых действий сложился для России неудачно. После заключения Поляновского мира все новые полки были распущены, причиной чего были экономические трудности в стране и высокая стоимость содержания войск «нового строя». Иноземные наёмники были высланы из страны, но заметное число бывших наемников осталось «на Государево имя» и вернулось на службу уже в качестве «служилых иноземцев».

## Третья организация
Вскоре правительство возобновило формирование полков нового строя для охраны южных границ. К осени 1638 года там было сосредоточено 5 055 драгун и 8 686 солдат Белгородского полка. Для формирования солдат пришлось провести принудительный набор даточных людей. Они служили только с весны до осени, а на зиму отпускались по домам. Однако они отличались недостаточным уровнем обучения. Поэтому в 1643—1648 годах были национализированы некоторые южные сёла и деревни, а их крестьяне — записаны в драгуны. Для обучения туда направились русские начальные люди и вооружение. Однако для пограничной службы крестьяне должны были использовать своих коней и запасы. На севере поступили аналогичным образом, однако массовые наборы привели к разорению селений. Поэтому с 1662 года крестьян тех мест освободили от податей.
Во время русско-польской войны 1654—1667 полки нового строя стали основной частью вооружённых сил. Солдатские и драгунские полки комплектовались из даточных людей на пожизненную службу. Повинность была общегосударственной — солдата брали со 100, а впоследствии — с 20—25 дворов. Ежегодно и ежемесячно им выдавалось денежное и хлебное жалование или надел 12—25 четвертей. Рейтары комплектовались не только из даточных, но и из мелкопоместных и беспоместных дворян и детей боярских и за свою службу также получали денежное жалование, а некоторые и поместья. В ходе войны из состава рейтаров выделились конные копейщики — гусары. Все они сами снабжали себя в дорогу. Оружие им либо продавалось, либо давалось бесплатно из казны. В мирное время часть полков распускалась. В середине века более 2/3 командного состава составляли иностранцы, однако все они подчинялись русскому воеводе.
Происходили и переформирования полков. Так, например, в 1658 году Белгородский воевода князь Г. Г. Ромодановский получил указ царя Алексея Михайловича «тульского драгунского строю Аристова полку Фамендина драгунам быть в рейтарском строе». Бывшим драгунам было положено жалованье «против рейтар», а новообразованная рейтарская шквадрона вошла в состав Большого полка Белгородского воеводы.
В 1650-х годах, столкнувшись с превосходными рейтарами шведского короля, русское войско подверглось значительной реформе. Дворянские сотни переводились в рейтарский строй. Шведский опыт оказался особенно полезен ввиду сходства в качествах русской и шведской конницы: «меринки» русских детей боярских, как и скандинавские лошади шведов, проигрывали чистокровным турецким лошадям польской «гусарии», зато государство имело возможность в избытке снабдить своих рейтаров огнестрельным оружием, а их полки — подготовленным офицерским составом. Новосформированные рейтары сразу выделились в среде русской конницы выучкой и снаряжением, привлекая к себе внимание иноземцев: «Конница щеголяла множеством чистокровных лошадей и хорошим вооружением. Ратные люди отчетливо исполняли все движения, в точности соблюдая ряды и необходимые размеры шага и поворота. Когда заходило правое крыло, левое стояло на месте в полном порядке, и наоборот. Со стороны, эта стройная масса воинов представляла прекрасное зрелище», — писал польский хронист Веспасиан Коховский в 1660 году.
В ходе войны было набрано не менее 100 000 человек; из которых на службе к 1663 году находилось 50—60 тысяч человек в 55 солдатских полках; а в мирное время численность сократилась до 25—30 тысяч. В 1681 было 33 солдатских (61 000 человек) и 25 драгунских и рейтарских (29 000 человек) полков. В конце XVII века они составляли свыше половины всех войск и в начале XVIII века были использованы для формирования регулярной русской армии.

## Русские гусары

### Первая организация
Первые гусарские роты в России появились в Смоленскую войну 1632—1634 годов. Комплектовались они первоначально выходцами из Речи Посполитой.
7 (17) января 1634 года по царскому указу была организована сводная шквадрона «гусарсково да… рейтарсково, да… драгунского строю» под командованием Христофора Рыльского, которая просуществовала до 1636 года, но после была распущена. В 1650—1654 годах, вновь под командованием Рыльского, был развёрнут тысячный полк «гусарского строя», который комплектовался за счёт беспоместных «новиков» из детей боярских. Этот набор «худых» и «непожалованных» служилых людей предопределил их главное несоответствие гусарскому стандарту: русский и польско-литовские гусары стали занимать несопоставимое положение в обществе и войске (по имущественному статусу и знатности) . Тогда же полку была придана драгунская шквадрона в 600 драгун, расписанных в 6 рот, которым были выданы 600 «мушкетов драгунских» и 12 протазанов для начальных людей.
Весной 1654 русские гусары, во главе со своим полковником Христофором Рыльским, торжественно выступили из Москвы на Смоленск, но уже через год их перестают упоминать в документах.

### Гусарский полк Новгородского разряда князя Хованского
В сентябре 1660 года, после поражения под Полонкой, князь Иван Хованский приказал выбрать из каждого рейтарского полка по 100 рядовых для рот «гусарского строя». В гусары отбирались дворяне «служилые по отечеству» и только состоятельные, ни одного городового дворянина в гусары переведено не было. Гусар получал значительное денежное содержание «для ево тяжелой гусарской службы». Для подготовки новых гусар был назначен «учитель гусарского строя» Варфоломей (из поляков или литовцев), который стоял вне чиновной системы.
К марту 1661 года были сформированы три роты гусар, которые возглавляли список первого новгородского полка рейтарского строя. В отличие от польских гусар, в русской гусарской роте не было «товарищей» и «почтовых», командовали ротой ротмистр, поручик и прапорщик («хорунжий»). В отличие от рейтаров, у новгородских гусар не имелось капралов и подпрапорщиков, так как они не придерживались линейного строя.
Первое боевое применение гусар состоялось в октябре 1660 года. Тогда Хованский смелым броском вышел в тыл польско-литовской армии за Днепром. Этим он отвлёк на себя лучшую часть её конницы и нарушил равновесие сил, установившееся на реке Басе после боёв Чарнецкого, Сапеги и Паца с войском князя Юрия Долгорукова, литовцы были вынуждены спешно отступить оттуда к Шклову.
К августу 1661 года гусарские роты были развёрнуты в полк, который из Оружейной палаты получил «гусарские древки» (копья) и доспехи. «Государь указал гусарские латы и шишаки послать к боярину князю Ивану Андреевичу Хованскому с товарищи… сколько на гусар надобет, и о том в Оружейный приказ послать „память“ — послать 400 лат с наручи и шишаки».
Этот полк стал одним из самых образцовых в Новгородском полку. Во время отступления русского войска после поражения под Кушликами именно гусарам Хованский поручил охрану Государева знамени. За 25 вёрст до Полоцка, возле переправы, отступающему войску пришлось принять ещё один бой. «Сотенные люди» и рейтары Хованского навели литовцев на поставленную в лесу пехоту, а атака русских гусар обеспечила победу. Князь докладывал в Москву: «и учал быть бой жестокий… неприятельские люди стали наступать на… ратных пеших людей… чтобы их разорвать и побить, и… пешие люди… стали твердо и не уступили неприятелю места, бились, не щадя голов своих; и мы, взяв гусар и что было с нами всяких чинов твоих ратных людей, скочили на польских людей… и польских людей сорвали и пешим людям вспоможенье учинили. И был бой жестокий с 1 часу дни… польских людей многих побили и с поля сбили, и отошли в целости в Полоцк».
В 1662 году этим полком командовал подполковник Никифор Караулов. В полку служили: майор — 1, ротмистров — 4, поручиков — 9, прапорщиков — 2, хорунжих — 3, гусарского строю дворян и детей боярских — 352. Всего 372 человека. К 1662 году полк был увеличен до 405 человек, «гусар новгородцев, тверич, новоторжцев, пскович, лучан, торопчан и пусторжевцев».
В 1673 году полком командовал полковник Кирилл Нарышкин, дед Петра I. В 1678 году его сменил Михаил Тимофеевич Челищев, пожалованный в полковники гусарского строя по именному указу царя Фёдора Алексеевича. Челищев командовал полком, как минимум, до 1696 года.
Полк принимал участие в Крымских походах князя Василия Голицына в 1687 и 1689 годах. Свой боевой путь гусары этого полка закончили уже в Великую Северную войну. Новгородские гусары входили в состав рейтарских полков Ивана Кокошкина, Михаила Франка и Фёдора Ушакова «из рейтар, копейщиков, гусар и служилых людей сотенной и полковой службы Новгородского разряда». Они сражались в Ингерманландии, у Печерского монастыря и на Ижоре. В конце 1701 года эти полки были расформированы, образовав драгунские части. Последним командиром сводного копейно-рейтарско-гусарского полка был стольник и полковник Яков Челищев. 20 (31) октября 1701 года окольничий и новгородский воевода Пётр Апраксин сформировал Новгородский драгунский полк, в состав которого вошли «сотенные гусары, копейщики, рейтары, набранные в… Бежецкой, Обонежской и Шелонской пятинах и в городах: Твери, Новом Торжке и Старице». Этим актом закончилась история гусарского полка Новгородского разряда XVII века.

## Внутренняя организация
В 1638 году система командных чинов выглядела следующим образом:
- Старший полковник (А. Лесли)
- Полковник
- Подполковник
- Майор
- Ротмистр
- Капитан
- Поручик
- Полковой окольничий
- Полковой обозник
- Прапорщик
- Сержант или пятидесятник
- Ружейный дозорщик
- Ротный заимщик или ротный квартирмейстер
- Подпрапорщик
- Капрал
- Барабанщик
- Трубачей

Полками нового строя управляли в Разрядном, Стрелецком, Иноземном, Рейтарском приказах и в Приказе сбора ратных людей.
В числе одного из последних командиров полков иноземного строя достоин упоминания П. Гордон — сподвижник Петра I.

## Некоторые полки нового строя и их численность
Рейтарские полки
- Рейтарский полк Я. Фанрозербаха (фон Розенбаха) (1658) — 1200 чел.
- Рейтарский полк С. Скорнякова-Писарева (1658) — 600 чел.
- Рейтарский полк И. Шепелева (1658) — 600 чел.[23]
- Рейтарский полк А. Г. Фанстробеля (фон Стробеля) (1659) — 1265 чел.
- Рейтарский полк В. Змеева (1659) — 1272 чел.
- Рейтарский полк В. Джонстона (1659) — 1000 чел.
- Рейтарский полк В. И. Швейковского (1668)
- Рейтарская шквадрона В. Фангалена (фон Галена)
- Рейтарская шквадрона И. Саса (бывший «тульского драгунского строя Аристова полк») — в двух шквадронах (1659) — 1091 чел.[24]

Драгунские (конной и пешей службы) полки
- Драгунский полк В. Фанзейца (фон Зейца) (1658) — 1251 чел.
- Драгунский полк Р. Корсака (1658) — 1329 чел.
- Драгунский полк Х. Гундермарка (1658) — 1299 чел.
- Драгунский полк Я. Фанзагера (фон Зангера) (1658) — 1121 чел.[23]
- Драгунский полк Х. Юнгмана (1659) — 768 чел.
- Драгунский полк С. Брыкина (1659) — 1124 чел.
- Драгунский полк И. Мевса (1659) — 533 чел.
- Драгунский полк Я. Гевиша-Фенгобена (Гевиша фон Гобена)(1659) — 510 чел.
- Драгунский полк Я. Ивалта (1659) — 390 чел.[24]

Солдатские полки
- Белгородский солдатский полк Ф. А. Фанбуковена (фон Буковена)
- Яблонский солдатский полк Я. Лесли
- Солдатский полк Я. Краферта
- Карповский солдатский полк Я. Фанзагера (фон Загера) — в четырёх полках на 1659 — 4298 чел
- Солдатский полк (усиленного инженерного назначения) Н. Баумана (1659) или «Полк Бодмана» — 1500 чел.[24]
- Усердский солдатский полк Ф. Вормзера (1658) — 1481 чел.;
- Верхососенский солдатский полк Я. Инвалта (1658) — 1400 чел.
- Козловский солдатский полк Я. Ронарта (1658) — 1575 чел.[23]

## Вооружение
Униформа солдат мало отличалась от стрелецкой — они носили почти такие же кафтаны из цветной лятчины. Пикинёры были вооружены пиками — в 1650—1660-х годах они закупались в Голландии, а длина ясеневого древка составляла около 4,73 метра. Применялись также полупики. Хотя позднее пикинёры как класс были упразднены. Солдаты вооружались как импортными, так и отечественными шпагами. Шпага носились на «шпажном ремне» (портупее). Кроме того, по старинке они комплектовались бердышами, поскольку это было очень удобное и эффективное оружие. В первой половине века, помимо этого, к оружию полков нового строя относились протазаны и алебарды у командного состава. В солдатских полках использовались латы, состоящие из кирасы и латной юбки, иногда с ожерельем. Поначалу они импортировались, но вскоре начались производиться и в России. В середине XVII века стоимость таких лат, произведённых на тульско-каширских заводах, составляла 2 рубля, что было относительно немного. Используемые шлемы, отмеченные как «шишаки», — скорее всего, морионы и кабассеты. Однако во второй половине века, когда полки нового строя составляли основу всех вооружённых сил, доспехи в солдатских и драгунских полках не использовались, кроме выборных полков. Солдаты вооружались пищалями или мушкетами. А с 1660-х годов появляются также гренадеры, метавшие ручные гранаты массой 0,5 — 2 кг.
Драгуны конной и пешей службы были вооружены пищалью или мушкетом, реже — карабином. Они должны были выполнять функции и пехоты, и конницы, но конный бой практически не вели. Из холодного оружия они иногда вооружались шпагой или другим клинковым оружием, а также на их вооружении были драгунские копья, бердыши и даже рогатины.
Рейтары были вооружены карабином и двумя пистолетами, а также саблей (реже — шпагой или палашом). Сабли у рейтаров, как и у дворян и детей боярских сотенной службы, были свои, а не выдавались из казны.
Оружием гусар были кавалерийские пики («гусарские копьеца») и пистолеты.
Соответственно в коннице также использовались доспехи — рейтарские и гусарские, которые выдавались из казны. В 1640-54 годах в Европе было закуплено более пяти тысяч «лат рейтарских», что позволяло обеспечить полки примерно наполовину. К концу войны с Польшей, когда их производство было налажено на Тульско-Каширских заводах, одоспешенность рейтаров возросла. Новгородские рейтары, например, были обеспечены ими полностью: в 1667 году во Пскове они сдали в арсенал 1890 шишаков и 2080 лат.
Наиболее дорогим был доспех гусарский. Сохранилось описание полного гусарского доспеха из Оружейной палаты: «Латы с нарамками и с наколенками, в лице высподи по три доски прикреплены гвоздьми медными репейчатыми, на передней доске орел двоеглавной с коруною, опушкою около всех лат бархат червчатой, прикреплен гвоздми репейчатыми; привяска и обшит червчатым бархатом, в том числе на верхних по плащу железному, в лице исподние привяски пришиваны золотом пряденым, у передней доски две пряжки медных, у задней одна, гвозди все золочёны; наручи в лице в длину по четыре дола поперег протерто, у тех наручей по три доски медных, прикреплены на красном бархате гвоздьми медными золочёны, рукавицы бархатные червчатые, на них шиты травы пряденым золотом, шапка чешуйчатая вороненая, на ней десять орлов, наушки медные, на них выбиты лошки, по них дол опушен бархатом червчатым, покреплен гвоздми медными репейчатыми, золочен, полка медная, нос железной, в лице наверху репей медный золочен». Этот доспех и сейчас хранится в Оружейной палате, но с утратами, общий вес доспеха 28,3 кг.
В случае необходимости гусары могли использовать и рейтарские латы. Так, например, поступил князь Хованский в 1661 году, когда он не успел получить гусарские латы. Как писал князь: «360 лат у меня в полк приняты. Из этого числа отдано гусаром 91 латы, по нужде на время, покамест по Твоему (царскому) указу присланы будут ко мне гусарские латы, а достальные 269 латы отданы в полк полковника Давыда Зыбина рейтарам… А гусарские латы и шишаки ко мне в полк июля по 7 число не бывали, а гусаром без лат и шишаков и без наручней отнюдь нельзя быть».
14 декабря 1659 года в частях, действовавших на территории Украины, были произведены изменения вооружения. В драгунских и солдатских полках вводились бердыши. Царский указ гласил: «… в салдацских и драгунских во всех полкех у салдатов и драгунов и в стрелецких приказех у стрельцов велел учинить по пике короткой, с копейцы на обеих концах, вместо бердышей, и пики долгие в салдацких полкех и в стрелецких приказех учинить же по рассмотрению; а у остальных салдатех и у стрельцов велел быть шпагам. А бердышей велел учинить в полкех драгунских и салдатских вместо шпаг во всяком полку у 300 человек, а достальным по-прежнему в шпагах быть. А в стрелецких приказех бердышей учинить у 200 человек, а достальным быть в шпагах по-прежнему».
В 1660 году по указу царя для «солдатцкого строя полку Миколая Бодмана салдатам на 1000 на 319 человеком» из Пушкарского приказа было выделено «8 пушечек скорострельных с клинем» на лёгких станках, «да под ними 16 колёс на 2 колеса, по 5 пуд железа… адын станок по 3 пуда…».

## Знамёна формирований иноземного строя
В царствования Михаила Федоровича, был произведён опыт найма на русскую службу целых «региментов добрых и ученых солдат» из иностранцев, которые, естественно, приходили со своими знамёнами. Так как знамёна в то время были не безерочные, а заменялись новыми по мере ветхости ранее выданных и обязательно перед каждым новым походом, то замена иноземцам их знамён не могла производиться по русскому обычаю. Каждая рота имела своё знамя. Первые знамёна изготовлялись из шёлковых тканей. Размеры и вид знамени определял ротмистр по своему желанию, то есть по их обычаю, на таких знамёнах были всевозможные изображения: чудовищ, эмблем и прочие, а надписи — латинские.
Олеарий описывает встречу «турского» посланника в Москве. У встречавших посланника войск было шесть знамён. Одно из белого атласа, в лавровом венке написан двуглавый орёл под тремя коронами с надписью Virtute Supero (Доблестью побеждаю). Три знамени голубых с белым: на одном изображён гриф, на другом улитка, на третьем рука с мечом. Одно знамя из красной камки, на нём написана голова Януса. Одно красное знамя без изображений.

### Рейтарские знамёна
Знамёна рот рейтарского и копейного строя одинаковые. Каждая рота имела своё знамя. Знамёна изготовлялись из шёлковых разноцветных тканей. Размер стороны знамени — 12 вершков. Знамёна опушались каймой и бахромой. В верхнем левом углу знамени изображался крест с подножием. В середине знамени размещались изображения льва, грифа или зверей. Количество звёзд соответствовало номеру роты. Признаки всегда серебряные. Древки крашеные. Под гротиками повязывались шёлковые шнуры и кисти.
Знамёна рейтарских полковников белого цвета. Обшивались золотой бахромой, признаки и шнуры золотые. В таком виде рейтарские знамёна просуществовали до конца XVII века.

### Драгунские знамёна
В драгунских ротах знамёна двух типов: солдатские и драгунские.
В первой половине XVII века драгунские знамёна квадратные, размер стороны от 12 вершков до 1¼ аршина. В центре знамени разцветы — то есть изображения животных. К правой стороне знамени пришивался откос — ткань в форме прямоугольного треугольника. Длина откоса от 1 до 3 аршин. Иногда знамёна имели два откоса.
Полковничье знамя белого цвета. В них часто нашивался двуглавый орёл.
Во время царствования Алексея Михайловича драгунские знамёна были приведены к единому образцу. Знамёна опушались каймой. В центр нашивался крест из угла в угол. К правой стороне пришивались два хвоста длиной от 2 аршин 12 вершков до 3 аршин.
С 1652 года на драгунских знамёнах признаки начинают писать золотом, серебром и красками.
Древки крашеные, чехлы суконные красного цвета.
В таком виде драгунские знамёна просуществовали до 24 июля (4 августа) 1700 года.

### Солдатские знамёна
В каждом солдатском полку было полковое знамя (полковничье), подполковничье и ротные (по числу рот). Все знамёна изготовлялись по указу полковника из тафты и дорогов разных цветов. Длина знамени 3 аршина, ширина 2½ аршина. В середине знамени нашивался крест. Все знамёна в одном полку одинаковые. Отличалось только полковничье знамя — из тафты белого цвета. Солдатские знамёна никогда не имели каймы. Древки крашеные, знамя прибивалось к древку гвоздями. Чехлы суконные.
Во время царствования Алексея Михайловича изменились размеры знамён (длина могла быть от 3 до 4 аршин). В левый верхний угол пришивался восьмиконечный крест с подножием, количество звёзд означало номер роты в полку. Эти правила строго не соблюдались.
В 1668 году появился новый образец солдатских знамён. В середину знамени вшивался круг, в котором размещалось изображение льва, инрога, грифа и т. д. Эти изображения получают название разцвет. Крест остаётся в левом верхнем углу, звёзды размещаются на полях вокруг круга.
В конце XVII века на знамёнах встречаются изображения гербов городов.

### Значки
Значки (прапорец) — разновидность прапора, личный знак нижних чинов: сержантов, фурьеров, каптенармусов. Значки применялись только в полках Иноземного строя. Изготовлялись в полках, вероятно, единого стандарта не имели. Описания значков в архивах Оружейной палаты встречаются с 1685 года.